# E533号線
E533号線 (E533ごうせん、英: European route E533) はドイツのミュンヘンとオーストリアのインスブルックを結ぶ、欧州自動車道路のBクラス幹線道路。

## 経路
- ドイツ
  - E45, E53, E52, E54, E552 - ミュンヘン
  - ガルミッシュ＝パルテンキルヒェン
  - ミッテンヴァルト
- オーストリア
  - ゼーフェルト
  - E45, E60 - インスブルック